# インパヴィド級駆逐艦
| インパヴィド級駆逐艦     | インパヴィド級駆逐艦                                                  | インパヴィド級駆逐艦     |
| ------------------------ | --------------------------------------------------------------------- | ------------------------ |
|                          |                                                                       |                          |
| 艦級概観                 |                                                                       |                          |
| 艦種                     | ミサイル駆逐艦                                                        | ミサイル駆逐艦           |
| 就役期間                 | 1963年 - 1992年                                                       | 1963年 - 1992年          |
| 前級                     | インペトゥオーソ級駆逐艦                                              | インペトゥオーソ級駆逐艦 |
| 次級                     | アウダーチェ級駆逐艦                                                  | アウダーチェ級駆逐艦     |
| 性能諸元（近代化改装後） |                                                                       |                          |
| 排水量                   | 基準:3,201 t                                                          | 基準:3,201 t             |
| 排水量                   | 満載:3,851 t                                                          |                          |
| 全長                     | 131.3 m                                                               | 131.3 m                  |
| 全幅                     | 13.6 m                                                                | 13.6 m                   |
| 吃水                     | 4.5 m                                                                 | 4.5 m                    |
| 機関                     | 水管ボイラー (43 kgf/cm2, 450℃)                                       | 4缶                      |
| 機関                     | 蒸気タービン（35,000hp）                                              | 2基                      |
| 機関                     | スクリュープロペラ                                                    | 2軸                      |
| 速力                     | 33.5ノット                                                            | 33.5ノット               |
| 航続距離                 | 6,000海里 (16kt巡航時)                                                | 6,000海里 (16kt巡航時)   |
| 乗員                     | 士官22名＋下士官兵313名                                               | 士官22名＋下士官兵313名  |
| 兵装                     | 38口径127mm連装砲                                                     | 1基                      |
| 兵装                     | 62口径76mm単装砲                                                      | 4基                      |
| 兵装                     | Mk 13 ミサイル単装発射機 • RIM-24 SAM • スタンダードMR SAM を発射可能 | 1基                      |
| 兵装                     | 324mm3連装短魚雷発射管                                                | 2基                      |
| 艦載機                   | 飛行甲板のみ、格納庫なし                                              | 飛行甲板のみ、格納庫なし |
| レーダー                 | AN/SPS-39 3次元式                                                     | 1基                      |
| レーダー                 | AN/SPS-12 対空捜索用                                                  | 1基                      |
| レーダー                 | MM/SPQ-2 対水上捜索用                                                 | 1基                      |
| レーダー                 | AN/SPG-51C SAM射撃指揮用                                              | 2基                      |
| レーダー                 | MM/SPG-70 砲射撃指揮用                                                | 3基                      |
| ソナー                   | AN/SQS-23 艦底装備式                                                  | 1基                      |
| 電子戦                   | 電波探知装置                                                          | 電波探知装置             |
| 電子戦                   | SCLAR デコイ発射機                                                    | 2基                      |

インパヴィド級駆逐艦（イタリア語: caccia classe Impavido）は、イタリア海軍のミサイル駆逐艦（Caccia Lanciamissili）の艦級。

## 来歴
第二次世界大戦後のイタリア海軍は、第1次5ヶ年計画中の1950-51年計画によってインペトゥオーソ級を建造し、駆逐艦の国産を再開した。続く第2次5ヶ年計画中の1956-57年度および1958-59年度では、同級を元にターター・システムを搭載した発展型が建造されることとなった。これが本級である。これは、アメリカ海軍が、フォレスト・シャーマン級駆逐艦をもとにチャールズ・F・アダムズ級を開発したのと同じアプローチであった。

## 設計
上記の経緯より、設計はインペトゥオーソ級の発展型となっており、中央船楼型という船型も踏襲された。本級では、減揺装置としてフィンスタビライザーを装備している。
ボイラーの蒸気性状はインペトゥオーソ級と同様で、フォスター・ホイーラー式、蒸気性状も圧力50 kgf/cm2 (710 lbf/in2)、温度450 °C (842 °F)が踏襲された。艦型の拡大に伴って、機関出力は65,000馬力から70,000馬力に強化された。海上公試では、最大速力34.5ノットに達した。

## 装備

### C4ISR
防空艦であることから、レーダーはインペトゥオーソ級より強化更新が図られており、対空捜索用のAN/SPS-12、対水上捜索用のMM/SPQ-2に加えて、3次元式のAN/SPS-39も搭載する。またこれは後に、プレーナアレイアンテナを採用した改良型に更新された。ソナーもインペトゥオーソ級より強化され、アメリカ製の低周波ソナーであるAN/SQS-23が搭載された。
また1970年代中盤の近代化改修の際に、SADOC-2戦術情報処理装置が搭載された。

### 武器システム
本級では、インペトゥオーソ級の後部5インチ砲を廃して、かわりにターター・システムのMk.13ミサイル発射装置（GMLS）とMk.74 ミサイル射撃指揮装置（GMFCS）を搭載している。イタリア海軍は、1957年から1961年にかけて巡洋艦「ジュゼッペ・ガリバルディ」をミサイル巡洋艦に改装して艦隊防空ミサイルの運用に着手していたが、本級は、当初から艦対空ミサイルを搭載するものと建造された初の例であった。艦対空ミサイルとしては、当初はターターを運用していたが、1970年代中盤の改修により、後継のSM-1MRに更新された。
艦砲としては、船首甲板に38口径127mm連装砲を搭載した。また近距離用の対空兵器としては、当初は40mm高角機銃を予定していたが、1958年、イタリア海軍は、76mm口径以上でなければ対空砲火力として期待し得ないとの結論に達したことから、62口径76mm単装砲（MMIアラーガト）に変更された。また1970年代中盤の改修により、砲射撃指揮装置（GFCS）はMM/SPG-70（RTN-10X）火器管制レーダーを用いたアルゴNA-10に更新された。38口径127mm連装砲を巡洋艦「ジュゼッペ・ガリバルディ」と同様の45口径135mm砲に変更することも検討されたが、これは実現しなかった。
対潜兵器としては、当初設計ではインペトゥオーソ級と同様にメノン 305mm対潜迫撃砲を搭載する予定もあったが、これは削除され、324mm3連装短魚雷発射管のみとなった。
また船尾甲板はヘリコプター甲板を設置（格納庫はなし）しており、連絡用小型ヘリコプターの発着艦が可能であるほか、必要に応じて、哨戒ヘリコプターに対する補給支援が可能である。

## 同型艦
本級は、後継となるスーパー・アウダーチェ級（のちにアニモソ級、さらにデ・ラ・ペンネ級に改名）の計画遅延に伴い、長く艦隊にとどまったが、デ・ラ・ペンネ級が1990年代初頭には就役できる目途が立ったことから、1991年から1992年にかけて退役した。
| 艦番号 | 艦名                   | 就役            | 退役   |
| ------ | ---------------------- | --------------- | ------ |
| D 570  | インパヴィド Impavido  | 1963年 11月16日 | 1992年 |
| D 571  | イントレピド Intrepido | 1964年 7月28日  | 1991年 |